# Eubryopterella vaneeckei
Eubryopterella vaneeckei är en fjärilsart som beskrevs av Walter Karl Johann Roepke 1938. Eubryopterella vaneeckei ingår i släktet Eubryopterella och familjen nattflyn. Inga underarter finns listade i Catalogue of Life.